# Ntui
Ntui es una comuna camerunesa perteneciente al departamento de Mbam-et-Kim de la región del Centro.
En 2005 tiene 25 616 habitantes, de los que 10 500 viven en la capital comunal homónima.
Se ubica sobre la carretera N15, unos 60 km al norte de la capital nacional Yaundé. Su territorio está delimitado al sur por el río Sanaga.

## Localidades
Comprende la ciudad de Ntui y las siguientes localidades:
- Betamba
- Biagnimi
- Biatsota II
- Bilanga-Kombe
- Bindalima II
- Bindandjengue
- Bivouna
- Djame
- Ehondo
- Essougly
- Kela
- Kombe Bengué
- Koro
- Koundoung
- Kousse
- Mbanga
- Nachtigal
- Ndimi
- Nguette
- Nguila-Baboute
- Nguila-Haoussa
- Nkolve
- Nkouloutou
- Onguesse
- Ossombe
- Salakounou
- Yalongo